# Take the Crown Stadium Tour
Il Take the Crown Stadium Tour è stato un tour del cantante britannico Robbie Williams, realizzato per promuovere il suo nono album in studio, Take the Crown.
Il tour si è svolto interamente in Europa, tra giugno e agosto 2013; si è trattato della prima tournée solista di Williams in sette anni, dopo il Close Encounters Tour del 2006.

## Accoglienza
Per promuovere il nuovo album Williams eseguì inizialmente un mini tour nel settembre del 2012, in piccole sale e teatri in cui si era esibito per la prima volta durante la sua prima tournée da solista nel 1997, seguito in novembre da tre speciali concerti consecutivi alla O2 Arena di Londra. I 50,000 biglietti disponibili per le tre date furono esauriti a tempo record, in meno di un'ora, con una richiesta di biglietti in eccesso del 5,000%. L'ultimo dei tre spettacoli fu poi trasmesso in esclusiva da Sky in alta definizione.
Pochi giorni dopo fu annunciato il tour estivo del 2013 in Europa: la richiesta di biglietti fu talmente elevata da triplicare giorno dopo giorno, arrivando a superare quella per il Progress Live di Williams e dei Take That del 2011, e avvicinandosi a superare il record per "il maggior numero di biglietti venduti in un solo giorno" detenuto dallo stesso Williams nel Guinnes dei primati col Close Encounters Tour del 2006.
Svoltosi nei maggiori stadi europei, il tour fu seguito da oltre 1,5 milioni di fan, e incassò 130 milioni di dollari; la penultima data, tenuta al Lauluväljak Ground di Tallinn davanti a 70,000 spettatori, fu trasmessa in diretta nei cinema di 27 nazioni, e venne successivamente pubblicata come album dal vivo/Blu-Ray.

## Scaletta
Dal concerto di Tallinn del 20 agosto 2013:
1. "Hey Wow Yeah Yeah" Intro
2. "Let Me Entertain You"
3. "Monsoon"
4. "Not Like The Others"
5. "Minnie the Moocher (The Ho De Ho Song)" (Cab Calloway cover)
6. "Kids" (con elementi di "Back in Black" degli AC/DC) (duetto con Olly Murs)
7. "Sin Sin Sin"
8. "Bodies"
9. "Come Undone" (con elementi di "Walk on the Wild Side" di Lou Reed)
10. "Everything Changes" (Take That cover)
11. "Strong"
12. "Gospel"
13. "Be a Boy"
14. Acustic Medley
  1. "Millennium"
  2. "Better Man"
  3. "Sexed Up"
15. "Me and My Monkey"
16. "Candy"
17. "Hot Fudge" (con elementi di "Rudebox")
18. "Rock DJ"
19. "Feel"
20. "She's the One" (World Party cover)
21. "Angels"

## Artisti d'apertura
Il cantante britannico Olly Murs è stato l'artista di apertura durante tutto il tour.

## Date del tour
| Data           | Città             | Paese       | Luogo               | Spettatori |
| -------------- | ----------------- | ----------- | ------------------- | ---------- |
| Europa         |                   |             |                     |            |
| 14 giugno 2013 | Dublino           | Irlanda     | Aviva Stadium       | 65,000     |
| 18 giugno 2013 | Manchester        | Regno Unito | Etihad Stadium      | 60,000     |
| 19 giugno 2013 | Manchester        | Regno Unito | Etihad Stadium      | 60,000     |
| 21 giugno 2013 | Manchester        | Regno Unito | Etihad Stadium      | 60,000     |
| 22 giugno 2013 | Manchester        | Regno Unito | Etihad Stadium      | 60,000     |
| 25 giugno 2013 | Glasgow           | Regno Unito | Hampden Park        | 55,000     |
| 26 giugno 2013 | Glasgow           | Regno Unito | Hampden Park        | 55,000     |
| 29 giugno 2013 | Londra            | Regno Unito | Wembley Stadium     | 80,000     |
| 30 giugno 2013 | Londra            | Regno Unito | Wembley Stadium     | 80,000     |
| 2 luglio 2013  | Londra            | Regno Unito | Wembley Stadium     | 80,000     |
| 5 luglio 2013  | Londra            | Regno Unito | Wembley Stadium     | 80,000     |
| 10 luglio 2013 | Gelsenkirchen     | Germania    | Veltins-Arena       | 60,000     |
| 13 luglio 2013 | Amsterdam         | Paesi Bassi | Amsterdam Arena     | 50,000     |
| 17 luglio 2013 | Vienna            | Austria     | Trabrennbahn Krieau | 70,000     |
| 20 luglio 2013 | Göteborg          | Svezia      | Ullevi Stadion      | 61,000     |
| 22 luglio 2013 | Copenaghen        | Danimarca   | Parken Stadion      | 50,000     |
| 23 luglio 2013 | Copenaghen        | Danimarca   | Parken Stadion      | 50,000     |
| 27 luglio 2013 | Hannover          | Germania    | AWD-Arena           | 46,000     |
| 31 luglio 2013 | Milano            | Italia      | Stadio San Siro     | 60,000     |
| 3 agosto 2013  | Bruxelles         | Belgio      | Stadio Re Baldovino | 42,000     |
| 7 agosto 2013  | Monaco di Baviera | Germania    | Olympiastadion      | 70,000     |
| 11 agosto 2013 | Stoccarda         | Germania    | Mercedes-Benz Arena | 45,000     |
| 13 agosto 2013 | Zagabria          | Croazia     | Stadio Maksimir     | 45,000     |
| 16 agosto 2013 | Zurigo            | Svizzera    | Letzigrund Stadion  | 48,000     |
| 20 agosto 2013 | Tallinn           | Estonia     | Lauluväljak Ground  | 70,000     |
| 25 agosto 2013 | Stavanger         | Norvegia    | Viking Stadion      | 25,000     |

### Modifiche e cancellazioni
| Data           | Città     | Stato     | Luogo                   | Causa                                                                                           |
| -------------- | --------- | --------- | ----------------------- | ----------------------------------------------------------------------------------------------- |
| 10 luglio 2013 | Colonia   | Germania  | Jahnwiese               | Annunciati nel giugno 2012, successivamente sostituiti dalle date di Gelsenkirchen e Amsterdam. |
| 13 luglio 2013 | Colonia   | Germania  | Jahnwiese               | Annunciati nel giugno 2012, successivamente sostituiti dalle date di Gelsenkirchen e Amsterdam. |
| Dicembre 2013  | Melbourne | Australia | Etihad Stadium          | Annunciati a fine 2012, cancellati per motivi sconosciuti.                                      |
| Dicembre 2013  | Sydney    | Australia | Sydney Football Stadium | Annunciati a fine 2012, cancellati per motivi sconosciuti.                                      |